# Isabella della Rovere
Isabella della Rovere (Pesaro, 1º agosto 1552 – Napoli, 6 luglio 1619) fu una principessa di Urbino e principessa consorte di Bisignano.

## Biografia
Era figlia di Guidobaldo II della Rovere, duca di Urbino, e della seconda moglie Vittoria Farnese.
Venne data in moglie a Niccolò Bernardino Sanseverino, Principe di Bisignano (1541-22 novembre 1606) nel 1565.
Con il matrimonio Isabella assunse diversi titoli: principessa di Bisignano, duchessa di San Marco, duchessa di Corigliano, contessa di Tricarico e Chiaramonte, contessa di Altomonte, duchessa di San Pietro in Galatina e contessa di Soleto, baronessa di Rocca Augitola, Mendicino, Romanico e San Fele.
Il matrimonio fu però tempestoso; nel 1598 Isabella ottenne l'interdizione legale del marito, che fu confinato a Gaeta per alcuni anni.
Fu donna particolarmente pia e devota e lasciò traccia d'ingenti donazioni nella città di Napoli soprattutto per i suoi seguaci gesuiti. A Napoli fu infatti fondatrice della Chiesa del Gesù Nuovo e della Casa dei professi della Compagnia di Gesù.
Fu per suo volere che venne restaurata la Basilica di San Vitale a Roma che Clemente VIII nel 1595 aveva concesso all'Ordine.

## Discendenza
Dopo sedici anni di matrimonio, diede alla luce un figlio:
- Francesco Teodoro (21 aprile 1581[2]-27 novembre 1595), conte di Chiaromonte che però morì poco più adolescente, estinguendosi così la prima linea dei Sanseverino principi di Bisignano.

## Ascendenza
|                                |                |                                         | Genitori                               |  |  | Nonni |  |  | Bisnonni              |  |  | Trisnonni              |  |
|                                |                |                                         |                                        |  |  |       |  |  | Giovanni della Rovere |  |  | Raffaello della Rovere |  |
|                                |                |                                         |                                        |  |  |       |  |  | Giovanni della Rovere |  |  | Raffaello della Rovere |  |
|                                |                | Teodora Manirolo                        |                                        |  |  |       |  |  | Giovanni della Rovere |  |  |                        |  |
| Francesco Maria I della Rovere |                |                                         |                                        |  |  |       |  |  | Giovanni della Rovere |  |  |                        |  |
|                                |                | Giovanna da Montefeltro                 | Federico da Montefeltro                |  |  |       |  |  |                       |  |  |                        |  |
|                                |                | Giovanna da Montefeltro                 | Federico da Montefeltro                |  |  |       |  |  |                       |  |  |                        |  |
|                                |                | Giovanna da Montefeltro                 | Battista Sforza                        |  |  |       |  |  |                       |  |  |                        |  |
| Guidobaldo II della Rovere     |                | Giovanna da Montefeltro                 |                                        |  |  |       |  |  |                       |  |  |                        |  |
|                                |                | Francesco II Gonzaga                    | Federico I Gonzaga                     |  |  |       |  |  |                       |  |  |                        |  |
|                                |                | Francesco II Gonzaga                    | Federico I Gonzaga                     |  |  |       |  |  |                       |  |  |                        |  |
|                                |                | Francesco II Gonzaga                    | Margherita di Baviera                  |  |  |       |  |  |                       |  |  |                        |  |
| Eleonora Gonzaga della Rovere  |                | Francesco II Gonzaga                    |                                        |  |  |       |  |  |                       |  |  |                        |  |
|                                |                | Isabella d'Este                         | Ercole I d'Este                        |  |  |       |  |  |                       |  |  |                        |  |
|                                |                | Isabella d'Este                         | Ercole I d'Este                        |  |  |       |  |  |                       |  |  |                        |  |
|                                |                | Isabella d'Este                         | Eleonora d'Aragona                     |  |  |       |  |  |                       |  |  |                        |  |
| Isabella della Rovere          |                | Isabella d'Este                         |                                        |  |  |       |  |  |                       |  |  |                        |  |
|                                | Papa Paolo III | Pier Luigi Farnese, signore di Montalto |                                        |  |  |       |  |  |                       |  |  |                        |  |
|                                | Papa Paolo III | Pier Luigi Farnese, signore di Montalto |                                        |  |  |       |  |  |                       |  |  |                        |  |
|                                | Papa Paolo III | Giovanna Gaetani di Sermoneta           |                                        |  |  |       |  |  |                       |  |  |                        |  |
| Pier Luigi Farnese             | Papa Paolo III |                                         |                                        |  |  |       |  |  |                       |  |  |                        |  |
|                                |                | Silvia Ruffini                          | Rufino Ruffini                         |  |  |       |  |  |                       |  |  |                        |  |
|                                |                | Silvia Ruffini                          | Rufino Ruffini                         |  |  |       |  |  |                       |  |  |                        |  |
|                                |                | Silvia Ruffini                          | …                                      |  |  |       |  |  |                       |  |  |                        |  |
| Vittoria Farnese               |                | Silvia Ruffini                          |                                        |  |  |       |  |  |                       |  |  |                        |  |
|                                |                | Conte Ludovico Orsini                   | Niccolò II Orsini, conte di Pitigliano |  |  |       |  |  |                       |  |  |                        |  |
|                                |                | Conte Ludovico Orsini                   | Niccolò II Orsini, conte di Pitigliano |  |  |       |  |  |                       |  |  |                        |  |
|                                |                | Conte Ludovico Orsini                   | Elena Conti                            |  |  |       |  |  |                       |  |  |                        |  |
| Gerolama Orsini                |                | Conte Ludovico Orsini                   |                                        |  |  |       |  |  |                       |  |  |                        |  |
|                                |                | Giulia Conti                            | Giacomo Conti                          |  |  |       |  |  |                       |  |  |                        |  |
|                                |                | Giulia Conti                            | Giacomo Conti                          |  |  |       |  |  |                       |  |  |                        |  |
|                                |                | Giulia Conti                            | Isabella Carafa                        |  |  |       |  |  |                       |  |  |                        |  |
|                                |                | Giulia Conti                            |                                        |  |  |       |  |  |                       |  |  |                        |  |